# La Grande Danse Macabre
La Grande Danse Macabre är det svenska black metal-bandet Marduks sjunde studioalbum. Det spelades in och mixades i The Abyss i december 2000, och släpptes via Regain Records 5 mars 2001. Albumets tema är död, liksom temat för Nightwing var blod och temat för Panzer Division Marduk var krig. Tillsammans bildade dessa tre skivor en trilogi bestående av "blod, krig och död", vilket är Marduks bild av vad black metal är och består av. Titeln är franska, och betyder ungefär "den stora makabra dansen". La Grande Danse Macabre är den sista skivan med Fredrik Andersson på trummor. Vinylutgåva och bildvinyl släpptes i 1000 exemplar vardera. Albumet återsläpptes av Regain Records 2006 som ett boxset med en remastrad version av La Grande Danse Macabre inklusive bonusspår, bonus-DVD:n Live Essen, Germany 2002 och en metallpin.

## Låtlista
1. "Ars Moriendi" – 1:51
2. "Azrael" – 3:06
3. "Pompa Funebris 1600" – 2:36
4. "Obedience unto Death" – 3:16
5. "Bonds of Unholy Matrimony" – 7:03
6. "La Grande Danse Macabre" – 8:11
7. "Death Sex Ejaculation" – 5:11
8. "Funeral Bitch" – 4:58
9. "Summer End" – 4:41
10. "Jesus Christ... Sodomized" – 4:33
11. "Samhain" (Limited edition bonus track) – 1:29

### Bonus-DVD
1. On Darkened Wings
2. Panzer Division Marduk
3. Sulphur Souls
4. Funeral Bitch
5. The Black Tormentor of Satan
6. Still Fucking Dead
7. Jesus Christ Sodomized
8. La Grande Danse Macabre
9. Slay the Nazare

## Medverkande
- Legion – sång, gitarrsolon
- Morgan Håkansson – gitarr
- B. War – bas
- Fredrik Andersson – trummor